# Empedrat
L'empedrat és un plat tradicional de la cuina catalana. Es tracta d'una amanida freda composta de mongetes seques, tomàquets tallats a daus, bacallà dessalat esqueixat i olives negres. El seu nom fa referència a l'aspecte, que sembla un plat de pedretes. Es tracta d'un plat dietèticament complet que es pot menjar com a plat únic.

## Descripció
Per a fer-lo, s'ha de dessalar el bacallà, coure'l molt breument en aigua, escórrer-lo, treure-li les espines i la pell i esqueixar-lo. LLavors es barreja amb les mongetes cuites i fredes, olives i tomàquet vermell tallat a daus més o menys de la mida de les olives. Es mescla tot molt bé, s'amaneix amb oli d'oliva i una mica de sal, si cal. Finalment, es guarda a la nevera durant almenys una hora perquè es refredi.

## Variants
Aquest plat es pot fer amb cigrons cuits en comptes de mongetes. S'hi poden afegir altres hortalisses com ara pebrot verd, pebrot vermell o ceba, també tallats a trossets. Es pot fer una vinagreta una mica més sofisticada: afegir pebre negre, vinagre, etc.
A la comarca del Bages, existeix una variant de l'empedrat que consisteix simplement a substituir les mongetes seques per patates tallades a daus.